# HD 77445
HD 77445，又名BD+07 2066，SAO 117369、HR 3599，是一颗恒星，视星等为5.85，位于銀經221.94，銀緯32.44，其B1900.0坐标为赤經8h 57m 25.1s，赤緯+7° 32.44′ 32″。